# タガイ・テムル
タガイ・テムル（モンゴル語: Taγai temür、生没年不詳）は、モンゴル帝国（大元ウルス）に仕えた将軍の一人で、タタル部の出身。『元史』などの漢文史料における漢字表記は塔海帖木児（tǎhǎi tièmùér）で、タハイ・テムルとも表記される。

## 概要
タガイ・テムルの先祖は「左手の万人隊長（左翼万人隊長）」国王ムカリの配下にあって金朝との戦いに活躍した人物で、金の将軍の王公佐を討ち取る功績を残している。曾祖父の忒木勒哥は四川方面の侵攻に従事し、興元にて戦死した。祖父のジャライルタイ（札剌帯）が亡くなった時、父のバイダル（拝答児）はまだ幼かったため、家督は従祖父の札里・答朮が継ぎ、都元帥タイダル（太答児）の四川侵攻に加わって南宋軍を巴州に破る功績を挙げた。バイダルが成長すると、家督を継いでイェスデル（タイダルの息子）の指揮下に入ったが、ガインドゥ/建都との戦いで戦死した。
タガイ・テムルは父の職を受け継ぐと、まず嘉定の攻略に加わった。嘉定の陥落後は重慶の攻略戦に加わり、タガイ・テムルは敵将の張玨の陣を破る功績を挙げた。1278年（至元15年）には白水江の戦いで南宋軍を破り、敵船一艘を奪い、敵兵13人を捕虜とする功績を挙げたことで、宣武将軍・管軍総管に昇格となった。その後もイェスデルの配下で四川・雲南一帯の諸民族討伐に従事していたが、1289年（至元26年）以後の記録は残っていない。